# I'm Gonna SCREAM+
『I'm Gonna SCREAM+』（アイム ゴナ スクリーム）は2006年6月7日に発売された、Tommy heavenly6の4枚目のシングルである。

## 解説
- heavenly6名義では、前作『Ready?』から約11ヶ月ぶりのリリースとなる。
- 表題曲はカネボウ化粧品「free plus」のCMソング。タイトルの「+」は「free plus」の「plus」を意識してつけたとの事。CMでは川瀬がナレーションを務めていた。
- 元々この曲はCM用のフレーズしか製作されていなかったが、シングルとしてリリースが決定した後に残りのパートを製作した。
- カップリング曲には1stアルバム『Tommy heavenly6』に収録されている「+gothic Pink+」の別バージョンが収録されている。
- この曲のPVから川瀬自身がセキ★リュウジと共に監督・編集を行うようになった。また今作以降のシングルはDVD付きの初回盤、CDのみの通常盤の2形態発売になる。

## 収録曲

### CD
1. I'm Gonna SCREAM+
作詞：Tommy heavenly6／作曲・編曲：Jeffery Stevens
カネボウ化粧品「free plus」CFソング
2. GOING 2 MY WAY
作詞：Tommy heavenly6／作曲・編曲：Jeffery Stevens
アルバム『Heavy Starry Heavenly』に収録されているアレンジとは異なり、曲の終わりがフェードアウトする。
3. +gothic Pink+(Melanchonic Guitar Version)
作詞：Tommy heavenly6／作曲・編曲：Lucy Henson
Tommy heavenly6の声が加工されずに収録されている。「Pray」収録の「Lost my pieces」も一緒。
4. I'm Gonna SCREAM+(Original Instrumental)

### DVD(初回盤のみ)
1. I'm Gonna SCREAM+
川瀬智子が死神に扮して活躍する「死神3部作」の第1弾。世界観はお菓子の国で謎の騎士と戦うというもの。またゲストとして食品会社の「たらこキユーピー」が参加。

## 収録アルバム
- 『Heavy Starry Heavenly』(#1,2)（2007年3月7日）
- 『Gothic Melting Ice Cream's Darkness “Nightmare”』(#1,2)（2009年2月25日）